# Ноази
Ноази (фр. Noisy-le-Sec) град је у Француској, у департману Сена Сен Дени.
По подацима из 1999. године број становника у месту је био 37.312.

## Демографија
| 1962.  | 1968.  | 1975.  | 1982.  | 1990.  | 1999.  | 2011.  |
| ------ | ------ | ------ | ------ | ------ | ------ | ------ |
| 31.187 | 34.079 | 37.734 | 36.880 | 36.309 | 37.312 | 40.232 |

## Партнерски градови
- South Tyneside
- Арганда дел Реј
- Djeol
- Jarrow